# Bulbophyllum dependens
Bulbophyllum dependens är en orkidéart som beskrevs av Rudolf Schlechter. Bulbophyllum dependens ingår i släktet Bulbophyllum och familjen orkidéer. Inga underarter finns listade i Catalogue of Life.